# 王泊ダム
王泊ダム（おうどまりダム）は、広島県山県郡安芸太田町榎平山地先と同北広島町細見地先に跨る、一級河川・太田川水系滝山川最上流部に建設されたダムである。
中国電力株式会社が管理する発電専用ダムで、堤高74.0mの重力式コンクリートダムである。太田川水系で最も早く建設されたダムで、太田川本川の立岩ダム、柴木川の樽床ダムと共に「太田川三ダム」と総称されている。ダムによって形成された人造湖は仙水湖（せんすいこ）と命名された。

## 沿革

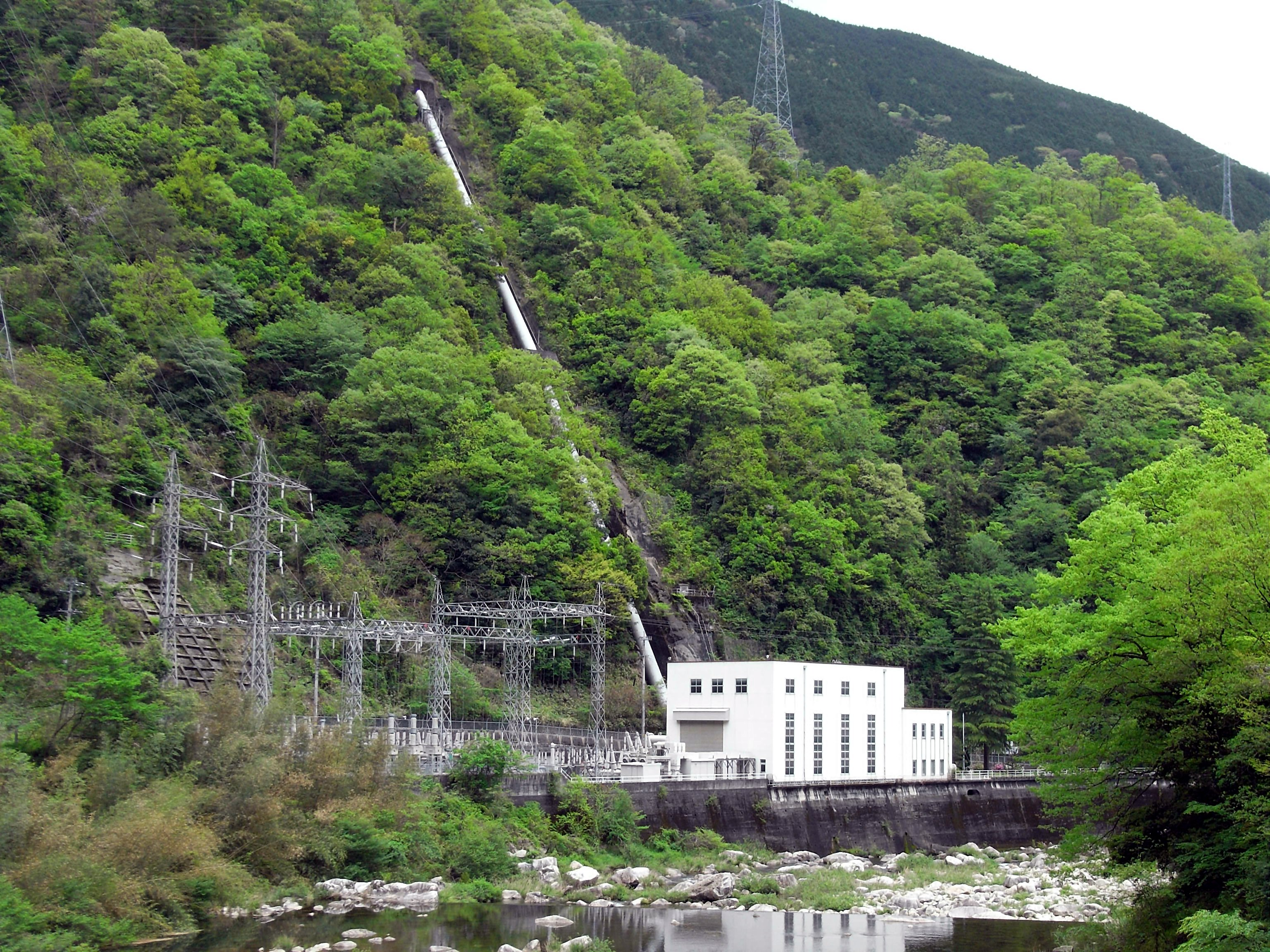
滝山川発電所。温井ダム下流の滝山峡にある。

太田川水系の電源開発は1912年（明治45年）の亀山発電所に始まるが、昭和に入ると本格的なダム式発電所による水力発電が計画された。その嚆矢として建設されたのが王泊ダムで、1935年（昭和10年）に完成した。当時は比較的小規模なダムであったが、戦後滝山川発電所の出力増強を図るべく中国電力株式会社はダムの嵩上げ工事を1956年（昭和31年）より1年間を掛けて施工。1957年（昭和32年）にダム再開発事業を完了した。
ダムの型式は重力式コンクリートダム、高さは74.0mである。ダムに併設される滝山川発電所は最大出力51,500kWで一般水力発電所としては太田川水系で最大の出力を持つ。目的は発電専用だが、広島市上水道の水源の一翼を担う他2005年（平成17年）には台風14号の出水に対し、下流の温井ダム（国土交通省中国地方整備局）と連携して洪水調節を行った。発電専用ダムとしては異例でもあり、多目的ダムに近い役割を担う。

## 観光
ダム湖は「仙水湖」と命名され、立岩ダム（太田川本川）・樽床ダム（柴山川）と共に「太田川3ダム」と呼ばれる。周辺には銀嶺スキー場・芸北オークガーデン等の観光施設や滝山峡といった景勝地が有る。下流には西日本最大の温井ダムもあり、観光客が多く訪れる。ダム側を通る国道186号は広島と山口・島根石見地域を結ぶ幹線道路でもある。
このダムは日本発送電による建設工事において、朝鮮人労働者が徴用され、強制労働によって犠牲になったダムのひとつであり、近辺に斃れた朝鮮人労働者のための慰霊碑がある。